# Więcmierzyce

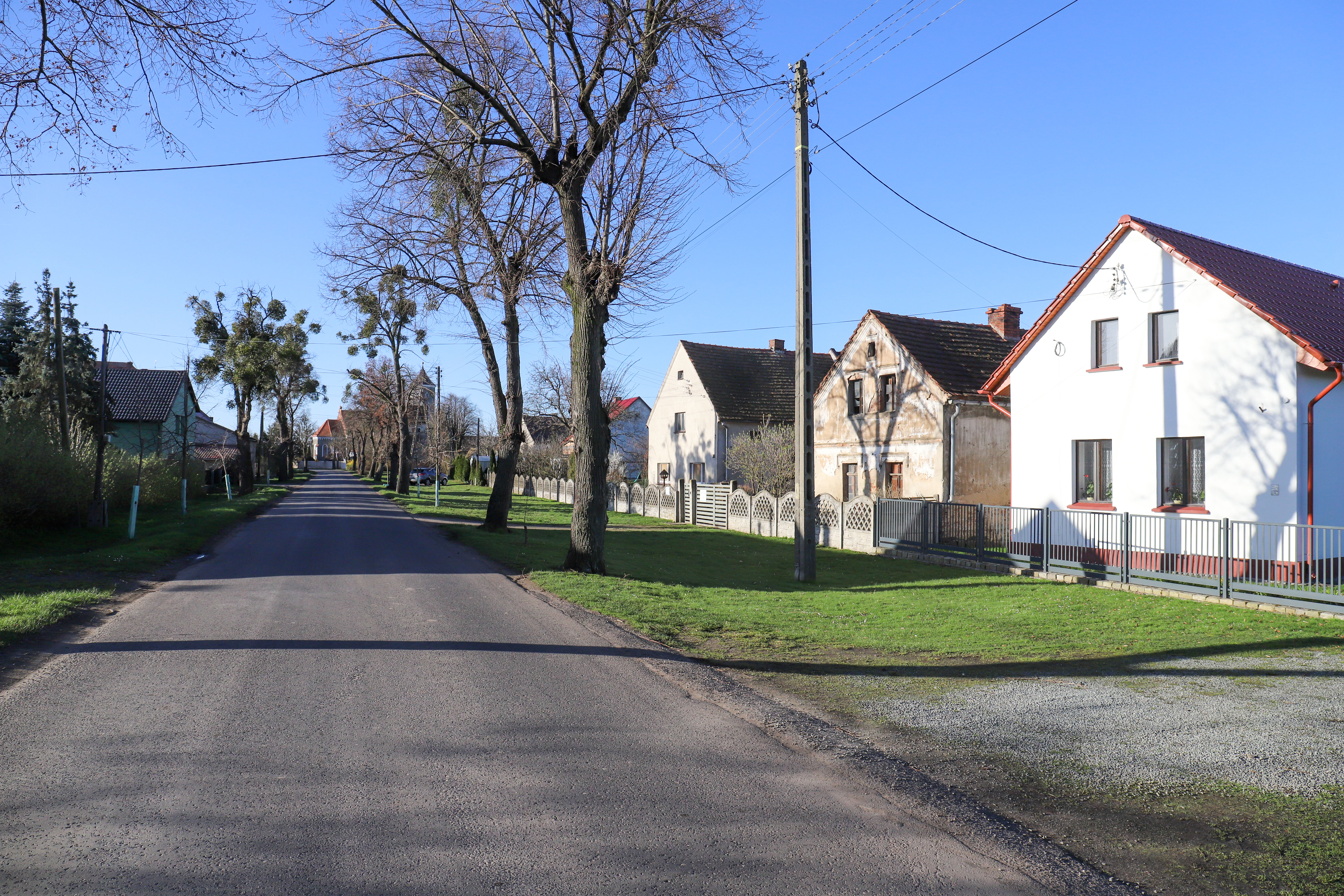
Ortsansicht

Więcmierzyce (deutsch: Winzenberg) ist ein Dorf in der Stadt- und Landgemeinde Grodków (Grottkau) in der Woiwodschaft Opole in Polen.

## Geographie
Das Angerdorf Więcmierzyce liegt im Westen der historischen Region Oberschlesien, zehn Kilometer südöstlich von Grodków, etwa 37 Kilometer südlich von  Brzeg (Brieg) und etwa 40 Kilometer westlich von Opole (Oppeln) in der Schlesischen Tiefebene. Östlich des Dorfes verläuft die Glatzer Neiße.
Nachbarorte sind im Norden Kopice (Koppitz), im Osten Krasna Góra (Sonnenberg), im Süden Brzeziny (Groß Briesen) und im Westen Pniewie (Koppendorf).

## Geschichte
„Vincecomirici“, eine Gründung nach deutschem Recht, wurde erstmals 1245 urkundlich erwähnt. 1261 erfolgte eine weitere Erwähnung in einer Urkunde des Breslauer Herzogs Heinrich III. Damals erwarb der Lebuser Bischof Wilhelm I. 8 ½ Fränkische Hufen in Winzenberg, die vorher dem Grafen Grabissa gehört hatten, und 1276 wurde es im Zehntregister des Klosters Kamenz verzeichnet. Für das Jahr 1282 ist die Schreibweise „Vincemericz“ und 1315 „Wintmeritz“ belegt. 1343 wurde Winzenberg mit der gleichnamigen Burg und einer Mühle von der Stadt Grottkau erworben. Zusammen mit Grottkau gelangte es 1344 an das geistliche Fürstentum Neisse. 1372 wurde das Dorf als „Wyntmericz“ erwähnt. 1579 war das Vorwerk im Besitz des Baltzer Rothkirch. Wenzelslaus von Rothkirch ließ 1621 die St.-Bartholomäus-Kirche erbauen.
Nach dem Ersten Schlesischen Krieg 1742 fiel Winzenberg mit dem größten Teil Schlesiens an Preußen. 1776 wurde das Schloss Winzenberg durch einen Brand zerstört.
1810 wurde das Fürstentum Neisse säkularisiert. Nach der Neuorganisation der Provinz Schlesien gehörte die Landgemeinde Winzenberg ab 1816 zum Landkreis Grottkau, mit dem es bis 1945 verbunden blieb. 1845 bestanden im Dorf eine katholische Kirche, eine katholische Schule, ein Gutshof, ein Vorwerk und 123 weitere Häuser. Im gleichen Jahr lebten in Winzenberg 687 Menschen, allesamt katholisch. 1855 wurden 726 Einwohner gezählt. 1865 bestanden im Ort 11 Bauern-, drei Viertelbauern-, 45 Gärtner- und 15 Häuslerstellen. Die zweiklassige katholische Schule wurde im gleichen Jahr von 113 Schülern besucht. 1874 wurde der Amtsbezirk Winzenberg gebildet, dem die Landgemeinden Koppendorf und Winzenberg sowie die gleichnamigen Gutsbezirke gehörten. Erster Amtsvorsteher war der Wirtschaftsinspektor Lamla. Um 1880 kam das Dorf in den Besitz der Herren von Schaffgotsch. 1885 wurden 698 Einwohner gezählt 1933 waren es 657 und 1939 684 Einwohner.
Als Folge des Zweiten Weltkriegs fiel Winzenberg 1945 wie der größte Teil Schlesiens an Polen. Nachfolgend wurde es in Więcmierzyce umbenannt und der Woiwodschaft Schlesien angeschlossen. 1950 wurde es der Woiwodschaft Opole eingegliedert. 1999 kam der Ort zum neu gegründeten Powiat Brzeski.

## Sehenswürdigkeiten

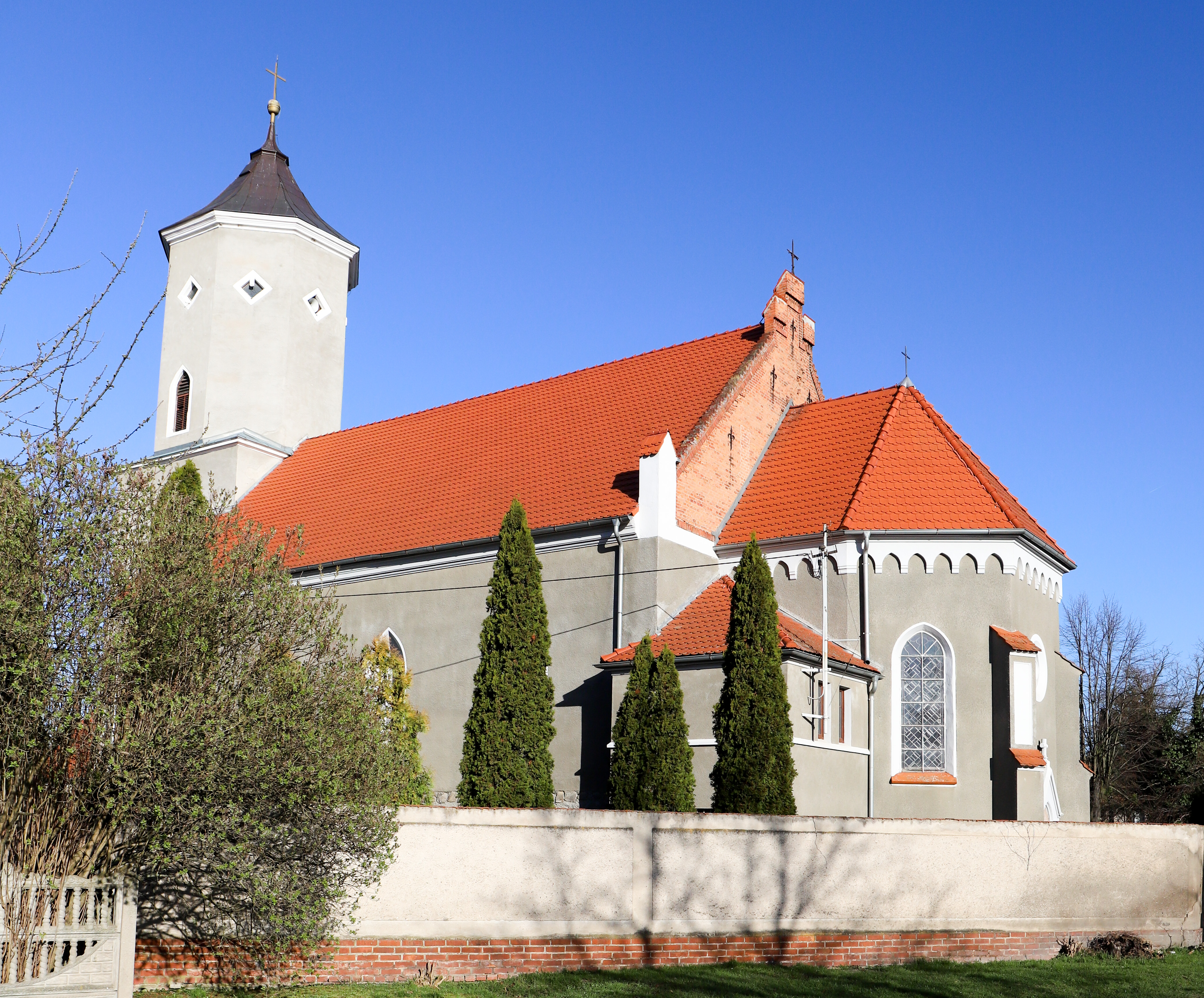
St.-Bartholomäus-Kirche

- Die römisch-katholische St.-Bartholomäus-Kirche (ppolnisch Kościół św. Bartłomieja) wurde 1621 errichtet. 1776 zerstörte ein Feuer die gotischen Türme. Die Kanzel aus dem Jahre 1784 ist mit einem Relief des Guten Hirten und einem Wappen der Herren von Seydlitz verziert. Über dem Baldachin befindet sich zwischen Papstinsignien das Auge Gottes. 1910 wurde die Kirche um den Chor und eine neue Sakristei erweitert. Seit 1972 steht sie unter Denkmalschutz.[6]
- Vor der nördlichen Kirchenmauer befindet sich eine Statue des böhmischen Landesheiligen Johannes Nepomuk aus dem Jahre 1739.
- Das Gutshofgebäude mit klassizistischem Speicher entstand um 1820. Dieser wurde 1964 unter Denkmalschutz gestellt.[6]

## Vereine
- Fußballverein LZS Kopice-Więcmierzyce